# Alexandre do Nascimento
Alexandre kardinál do Nascimento (1. března 1925, Malanje – 28. září 2024, Luanda) byl angolský římskokatolický duchovní, bývalý arcibiskup Luandy a kardinál.

## Život
Studoval na Papežské univerzitě Gregoriana a na Univerzitě v Lisabonu. Kněžské svěcení přijal 20. prosince 1952 v Římě. Po návratu do Angoly přednášel v semináři v Luandě, vedl místní katolický deník "O apostolado" a byl kazatelem v metropolitní katedrále v Luandě. V roce 1961 musel opustit Angolu, usadil se v Lisabonu, kde působil zejména mezi mládežnickými organizacemi. Do Angoly se vrátil v roce 1971. Jeho pastorační práce se týkala například studentů a bývalých politických vězňů.
V srpnu 1975 byl jmenován biskupem diecéze Malanje, biskupské svěcení přijal 31. srpna téhož roku. V únoru 1977 ho papež Pavel VI. jmenoval arcibiskupem arcidiecéze Lubango. Během podzimu 1982 byl měsíc v rukou únosců z řad angolských partyzánských skupin.
Při konzistoři 2. února 1983 ho papež Jan Pavel II. povýšil do kardinálské hodnosti. Od února 1986 byl jmenován arcibiskupem Luandy, na tuto funkci rezignoval po dovršení kanonického věku v lednu 2001. Jeho nástupcem se stal Damião António Franklin.
Po smrti kardinála Jozefa Tomka dne 8. srpna 2022 se stal nejstarším žijícím členem kardinálského kolegia. Zemřel 28. září 2024 ve věku 99 let.

## Vyznamenání
- velkokříž Řádu Kristova – Portugalsko, 19, července 2010[2]